# Alberto Di Chiara
Alberto Di Chiara (ur. 29 marca 1964 w Rzymie) – piłkarz włoski grający na pozycji lewego obrońcy lub pomocnika.

## Kariera klubowa
Di Chiara wychował się w zespole AS Roma. W jego barwach zadebiutował w sezonie 1980/1981, jednak zaliczył w nim tylko jeden mecz. Miał więc niewielki udział w wywalczeniu wicemistrzostwa Włoch i Pucharu Włoch. W sezonie 1981/1982 zagrał tylko trzykrotnie i latem został zawodnikiem drugoligowej Reggiany. Tam Di Chiara grał w podstawowym składzie, a w 1983 roku znów zmienił barwy klubowe i tym razem został piłkarzem US Lecce. W Lecce występował na boku pomocy. Udany był dla niego sezon 1984/1985, w którym strzelił 6 goli (najwięcej w karierze) i wywalczył awans z Serie B do Serie A. W Serie A Lecce spisało się słabo. Zdobyło zaledwie 16 punktów i zajęło ostatnią, 16. pozycję.
Po degradacji „giallorossich” do drugiej ligi Di Chiara przeszedł do zespołu Fiorentiny. W drużynie z Florencji spędził 5 sezonów i rozegrał ponad 130 spotkań, ale nie osiągnął żadnych sukcesów. W 1991 roku Alberto został obrońcą Parmy. Już w tym samym sezonie zdobył Puchar Włoch, a w 1993 roku zdobył Puchar Zdobywców Pucharów (wystąpił w wygranym 3:1 finale z Royal Antwerp FC). W 1993 roku natomiast zdobył Superpuchar Europy. W sezonie 1994/1995 Di Chiara osiągnął z Parmą kolejny sukces, tym razem zdobywając Puchar UEFA (zagrał w obu spotkaniach z Juventusem). Ostatnim sezonem Alberto w karierze był sezon 1996/1997, który zakończył w barwach AC Perugia.
| Sezon   | Klub             | Kraj   | Rozgrywki | Mecze | Bramki |
| ------- | ---------------- | ------ | --------- | ----- | ------ |
| 1980/81 | AS Roma          | Włochy | Serie A   | 1     | 0      |
| 1981/82 | AS Roma          | Włochy | Serie A   | 3     | 0      |
| 1982/83 | AC Reggiana 1919 | Włochy | Serie B   | 22    | 1      |
| 1983/84 | US Lecce         | Włochy | Serie B   | 36    | 4      |
| 1984/85 | US Lecce         | Włochy | Serie B   | 33    | 6      |
| 1985/86 | US Lecce         | Włochy | Serie A   | 25    | 3      |
| 1986/87 | AC Fiorentina    | Włochy | Serie A   | 24    | 2      |
| 1987/88 | AC Fiorentina    | Włochy | Serie A   | 28    | 3      |
| 1988/89 | AC Fiorentina    | Włochy | Serie A   | 31    | 1      |
| 1989/90 | AC Fiorentina    | Włochy | Serie A   | 21    | 2      |
| 1990/91 | AC Fiorentina    | Włochy | Serie A   | 28    | 2      |
| 1991/92 | AC Parma         | Włochy | Serie A   | 31    | 1      |
| 1992/93 | AC Parma         | Włochy | Serie A   | 30    | 1      |
| 1993/94 | AC Parma         | Włochy | Serie A   | 29    | 1      |
| 1994/95 | AC Parma         | Włochy | Serie A   | 30    | 0      |
| 1995/96 | AC Parma         | Włochy | Serie A   | 22    | 2      |
| 1996/97 | AC Perugia       | Włochy | Serie A   | 25    | 0      |

## Kariera reprezentacyjna
W reprezentacji Włoch Di Chiara zadebiutował 31 maja 1992 roku w zremisowanym 0:0 towarzyskim spotkaniu z Portugalią. Łącznie w drużynie narodowej wystąpił w 7 meczach.